# سینما کوسموس
سینما کوسموس (به استونیایی: Kino Kosmos) یک مجموعه سینمایی در شهر تالین، استونی است.
این سینما که در سال ۱۹۶۴ افتتاح شده با ۱۰۱۵ نفر ظرفیت بزرگترین سالن سینما در کشور استونی و منطقه بالتیک بود اما دهه ۱۹۹۰ ظرفیت سالن به ۷۳۹ نفر کاهش یافت و سالن کوچک دیگری نیز ساخته شد، در ۱۹ دسامبر ۲۰۱۴ سینما آی‌مکس در سالنی به ظرفیت ۳۲۲ نفر و دو سالن کوچک با ظرفیت‌های ۴۹ نفر افتتاح شد.